# Sebastião Rodrigues Soromenho
Sebastião Rodrigues Soromenho (Sesimbra, Portugal, c. 27 de março 1560 – 1602) foi um navegador e piloto português do século XVI.

## Biografia
Navegador português nascido em Sesimbra, piloto da carreira do Galeão de Manila. Encontrava-se no galeão "Santa Ana", quando este foi capturado por Thomas Cavendish, em 1587.
Sebastião Rodrigues Soromenho foi designado pelo Rei Filipe I de Portugal (Filipe II de Espanha) para navegar ao longo das costas entre a Califórnia e o México, nos anos de 1595 e 1596, no sentido de cartografar a linha costeira ocidental da América e de definir as rotas marítimas para o Oceano Pacífico. O naufrágio da sua nau, "San Agustin", em 30 de Novembro de 1595, limitou o alcance do seu trabalho mas, ainda assim, Rodrigues Soromenho elaborou um roteiro pioneiro para a navegação na costa ocidental da América do Norte e Central.